# Abra longicallis
Abra longicallis är en musselart som beskrevs av Sacchi 1836. Abra longicallis ingår i släktet Abra och familjen Semelidae.

## Underarter
Arten delas in i följande underarter:
- A. l. longicallis
- A. l. americana